# Карборо (Северная Каролина)
Карборо (англ. Carrboro) — город в округе Ориндж американского штата Северная Каролина. По данным переписи 2020 года население составляло 21 295 человек. Город, который является частью объединённого статистического района (англ. Combined statistical area) Чапел-Хилл (Северная Каролина), был назван в честь промышленника из Северной Каролины Джулиана Шекспира Карра (англ. Julian S. Carr) (который никогда не жил в Карборо).
Расположенный непосредственно к западу от Чапел-Хилл (Северная Каролина), где находится флагманский кампус Университета Северной Каролины, имеет репутацию одного из самых прогрессивных сообществ на юго-востоке Соединенных Штатов. Это был первый муниципалитет в Северной Каролине, избиравший мэра открытого гея Майкла Р. Нельсона (англ. Michael R. Nelson) в 1995 году и первый муниципалитет в штате, предоставивший однополым парам льготы для домашних партнеров. В октябре 2002 года Карборо был одним из первых муниципалитетов на Юге, принявших резолюции против войны в Ираке и патриотического акта США.

## История
История Карборо похожа на историю многих промышленных городков в Северной Каролине и в значительной степени связана с развитием железной дороги Государственного университета (англ. State University Railroad) и хлопчатобумажной фабрики Альберты. Расположенный к западу от Чапел-Хилл, Карборо первоначально был известен как Вест-Энд. Он был основан в 1882 году недалеко от конечной остановки: закон штата требовал, чтобы железная дорога находилась на расстоянии не менее 1,6 км от университетского городка «для защиты от возможного ущерба студенческой морали». После 1989 года численность населения Вест-Энда увеличилась в связи с постройкой паровой мукомольни Томасом Ф. Ллойд из Чапел-Хилл, где позже стала располагаться хлопчатобумажная фабрика Альберты, а в 1900 году город был переименован в Ллойдвилл в его честь.
Даремский бизнесмен Джулиан Шекспир Карр купил мельницу и другие близлежащие здания в 1909 году, присоединив их к сети фабрик, которые стали Даремскими чулочно-носочными фабриками. В 1911 году Вест-Энд был инкорпорирован и назван Венейбл в честь профессора химии и президента Университета Северной Каролины Фрэнсиса Престона Венейбла (англ. Francis Preston Venable), но всего два года спустя был переименован в Карборо, после того как Карр обеспечил электроэнергией общину и расширил завод. Помимо университета и текстильных фабрик, железнодорожное депо в Карборо также обслуживало местную лесозаготовительную промышленность, и в 1920—1930-х годах Карборо стал крупным центром на рынке шпал из лиственных пород.
Строительный бум 1920-х годов в Карборо, вызванный пожаром в деловом районе Даунтаун, закончился, поскольку к концу десятилетия бизнес на чулочно-носочных фабриках Дарема пришел в упадок. Великая депрессия также нанесла экономический ущерб, и в 1930 году компания закрыла первоначальную хлопчатобумажную фабрику Альберты. Обслуживание пассажиров на железнодорожной линии прекратилось в 1936 году. В 1938 году Даремские чулочно-носочные фабрики прекратили свою деятельность.
Во время Второй мировой войны мельница № 7 стала местом расположения завода по производству боеприпасов. После войны компания Pacific Mills купила фабрики № 4 и 7 и управляла ими как шерстяными фабриками Карборо. Когда компания закрылась в середине 1960-х годов — последним видом деятельности фабрики была сортировка и отгрузка нижнего белья BVD  (англ. BVD ) — Карборо больше не зависел от прибыли, получаемой от текстильной промышленности. Однако Университет Северной Каролины и другие предприятия в этом районе быстро развивались и предоставляли работу в самых разных профессиях и местах.

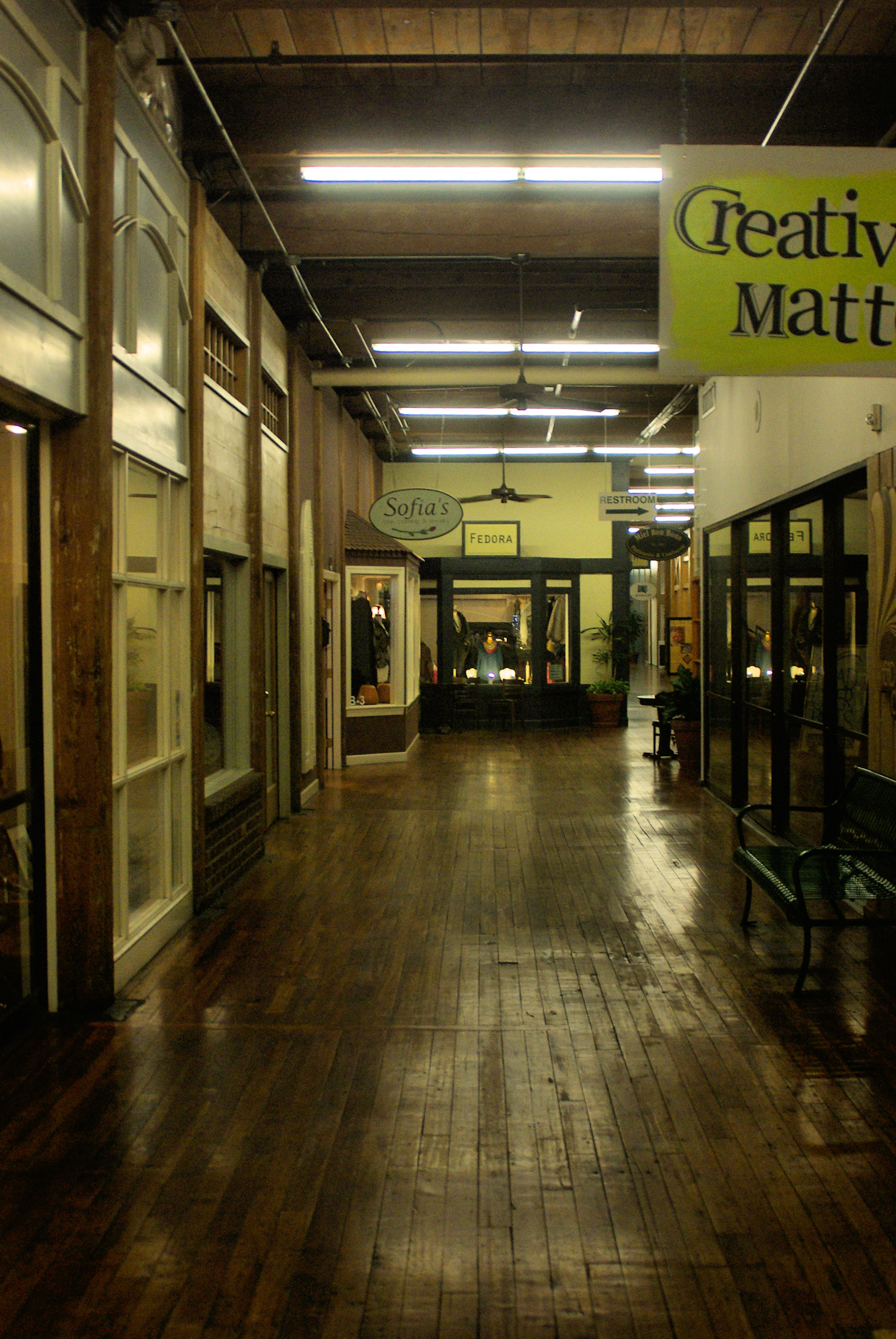
Интерьер торгового центра Carr Mill

Мельница оставалась заброшенной почти десять лет и несколько раз переходила из рук в руки. В 1975 году новый владелец с согласия Совета олдерменов Карборо намеревался ее снести. Петиция сообщества и усилия по сбору средств позволили восстановить мельницу как торговый центр Мельница Карра (англ. Carr Mill Mall). С тех пор он превратился в оживленный деловой центр, где расположено множество предприятий, таких как рынок на Уивер-стрит.
В дополнение к мельничному комплексу Альберты в Национальный реестр исторических мест внесены Коммерческий исторический район Карборо, дом Томаса и Мэри Хоган и исторический район Томаса Ф. Ллойда.

### Название Карборо
Карборо был назван в честь Джулиана Карра, выпускника UNC, попечителя, лауреата почетной степени, промышленника и филантропа. Он также был сторонником превосходства белой расы, выступал против избирательного права чернокожих, полностью поддерживал трактовку гражданской войны как «Безнадежного дела» и защищал Ку-клукс-клан и линчевания. В письме 2011 года в студенческую газету Университета Северной Каролины в Чапел-Хилл, Daily Tar Heel (англ. Daily Tar Heel), привлекалось внимание к замечаниям Карра на открытии памятника Молчаливому Сэму (англ. Silent Sam) в кампусе Университета Северной Каролины. Следующий отрывок, процитированный в письме, стал местным достоянием:
В ста ярдах от того места, где мы стоим, возможно, менее чем через девяносто дней после моего возвращения из Аппоматокса, я топтал лошадью негритянку, пока её юбки не повисли клочьями, потому что она оклеветала и оскорбила южанку, а затем бросился искать защиты в зданиях университета, где был размещен гарнизон из 100 федеральных солдат. Я выполнил свой приятный долг в непосредственном присутствии всего гарнизона.
В результате этой публикации возникла петиция об изменении названия города, и бывший мэр Джим Порту в 2016 году обратился к Совету олдерменов с просьбой переименовать город, однако по ряду юридических причин смена названия не произошла. В 2019 году в Карборо установили мемориальную доску истины, дистанцирующую город от ценностей и действий Джулиана Карра. В 2017 году Совет олдерменов Карборо принял резолюцию, призывающую к смещению Молчаливого Сэма.

## География
По данным Бюро переписи населения США, общая площадь города составляет 6,5 квадратных миль (16,82 км), из которых 6,4 квадратных мили (16,72 км) занимает суша, а 0,03 квадратных мили (0,082 км) занимает вода.
Почтовый индекс Карборо 27510 охватывает центральную часть города и представляет собой анклав, окруженный со всех сторон почтовым индексом Чапел-Хилл 27516, который также охватывает внешние районы Карборо.

### Климат
В Карборо типичный для Северной Америки влажный субтропический климат. Летом погода жаркая и влажная, со среднесуточными  температурами 85 °F (29 °C) и выше. Зимой, как правило, температура не опускается ниже нуля, хотя случаются снегопады, а единичные снежные и ледяные бури не являются чем-то необычным. Средняя температура в июле, самом жарком месяце года, составляет 89 °F (32 °C), а средняя температура в январе, самом холодном месяце, составляет 49 °F (9 °C). Среднемесячное количество осадков колеблется от 3,2 до 4,5 дюймов (от 8,1 до 11,4 см), больше всего осадков выпадает в летние месяцы.
| Климатические данные для Карборо, Северная Каролина | Климатические данные для Карборо, Северная Каролина | Климатические данные для Карборо, Северная Каролина | Климатические данные для Карборо, Северная Каролина | Климатические данные для Карборо, Северная Каролина | Климатические данные для Карборо, Северная Каролина | Климатические данные для Карборо, Северная Каролина | Климатические данные для Карборо, Северная Каролина | Климатические данные для Карборо, Северная Каролина | Климатические данные для Карборо, Северная Каролина | Климатические данные для Карборо, Северная Каролина | Климатические данные для Карборо, Северная Каролина | Климатические данные для Карборо, Северная Каролина | Климатические данные для Карборо, Северная Каролина |
| Месяц                                               | Янв.                                                | Февраль                                             | Март                                                | Апрель                                              | Май                                                 | Июнь                                                | Июль                                                | Август                                              | Сентябрь                                            | Октябрь                                             | Ноябрь                                              | Декабрь                                             | Год                                                 |
| --------------------------------------------------- | --------------------------------------------------- | --------------------------------------------------- | --------------------------------------------------- | --------------------------------------------------- | --------------------------------------------------- | --------------------------------------------------- | --------------------------------------------------- | --------------------------------------------------- | --------------------------------------------------- | --------------------------------------------------- | --------------------------------------------------- | --------------------------------------------------- | --------------------------------------------------- |
| Средняя высокая температура по Фаренгейту (°C)      | 49 (9)                                              | 52 (11)                                             | 62 (17)                                             | 71 (22)                                             | 78 (26)                                             | 85 (29)                                             | 89 (32)                                             | 87 (31)                                             | 82 (28)                                             | 72 (22)                                             | 63 (17)                                             | 53 (12)                                             | 70 (21)                                             |
| Средняя низкая температура по Фаренгейту (°C)       | 26 (−3)                                             | 28 (−2)                                             | 36 (2)                                              | 44 (7)                                              | 53 (12)                                             | 61 (16)                                             | 65 (18)                                             | 64 (18)                                             | 57 (14)                                             | 45 (7)                                              | 37 (3)                                              | 29 (−2)                                             | 45 (8)                                              |
| Среднее количество осадков, дюймов (мм)             | 3.7 (94)                                            | 3.9 (99)                                            | 4.2 (110)                                           | 3.2 (81)                                            | 4.5 (110)                                           | 4.4 (110)                                           | 4.1 (100)                                           | 4.4 (110)                                           | 3.2 (81)                                            | 3.5 (89)                                            | 3.5 (89)                                            | 3.5 (89)                                            | 46.0 (1,170)                                        |
| Источник: Weatherbase                               |                                                     |                                                     |                                                     |                                                     |                                                     |                                                     |                                                     |                                                     |                                                     |                                                     |                                                     |                                                     |                                                     |

## Демография
| Перепись населения                                  | Поп.   | Примечание | %±     |
| --------------------------------------------------- | ------ | ---------- | ------ |
| 1920                                                | 1,129  |            | —      |
| 1930                                                | 1,242  |            | 10.0%  |
| 1940                                                | 1,455  |            | 17.1%  |
| 1950                                                | 1,795  |            | 23.4%  |
| 1960                                                | 1,997  |            | 11.3%  |
| 1970                                                | 5,058  |            | 153.3% |
| 1980                                                | 7,336  |            | 45.0%  |
| 1990                                                | 12,134 |            | 65.4%  |
| 2000                                                | 16,782 |            | 38.3%  |
| 2010                                                | 19,582 |            | 16.7%  |
| 2020                                                | 21,295 |            | 8.7%   |
| 2021 (est.)                                         | 21,312 |            | 0.1%   |
| Перепись населения США, проводимая раз в десять лет |        |            |        |

### Перепись населения 2020 года
| Раса                                        | Количество | Процентное соотношение |
| ------------------------------------------- | ---------- | ---------------------- |
| Белый (неиспаноязычный)                     | 13,238     | 62.16%                 |
| Черный или афроамериканец (неиспаноязычный) | 2,142      | 10.06%                 |
| Коренные американцы                         | 39         | 0.18%                  |
| Азиатская                                   | 1,881      | 8.83%                  |
| Житель тихоокеанских островов               | 10         | 0.05%                  |
| Другие/Смешанные                            | 1,262      | 5.93%                  |
| Испаноязычный или Латиноамериканец          | 2,723      | 12.79%                 |

### Экономика
За период 2008 — 2012 годов средний годовой доход домохозяйства в городе составлял 45 159 долларов, а средний годовой доход семьи — 73 893 доллара. Средний годовой доход мужчин составлял 28 622 доллара против 26 198 долларов у женщин. Годовой доход на душу населения в городе составлял 32 604 доллара. Около 11,9 % семей и 16,1 % всего населения находились ниже черты бедности, в том числе 21,4 % младше 18 и 11,4 % старше 65 лет.

### Расовое разнообразие
В начале 1990-х годов в Карборо увеличился приток латиноамериканских иммигрантов, привлеченных работой в строительстве и сфере обслуживания. Испаноязычное население Карборо увеличилось на 936% в период с 1990 по 2003 год, составив 12% населения Карборо. Процент латиноамериканского населения оказал влияние на еду и культуру Карборо. Ряд предприятий, включая национальные продуктовые сети, такие как Food Lion (англ. Food Lion), адаптировались к демографическим изменениям, поставляя более широкий ассортимент продуктов питания из Центральной и Южной Америки.

## Искусство и культура

### Достопримечательности
Одной из достопримечательностей Карборо является фермерский рынок Карборо, на котором продаются местные органические продукты, сыры местного производства, выпечка и изделия ручной работы. Созданный в 1977 году рынок был одним из первых в этом районе, который напрямую связал фермеров с их покупателями. Рынок требует, чтобы все продаваемое производилось в радиусе 50 миль (80 км) от Карборо. В дополнение к фермерскому рынку Карборо, городские закусочные и специализированные продуктовые магазины также получили признание в регионе и по всей стране за их поддержку продуктов питания местного производства. Карборо является любимым местом отдыха студентов UNC из-за относительно большого количества и разнообразия ресторанов.
В 2005 году Карборо был назван одним из 100 лучших городов Америки, посвященных искусству. В Карборо расположены две музыкальные площадки, где проходят национальные и региональные концерты. В ArtsCenter выступали всемирно известные музыканты, такие как Дэвид Линдли (англ. David Lindley (musician)), Леон Расселл и Доктор Джон, а также всемирно известные исполнители, включая Ричарда Томпсона и к.д. Ланга. В Артцентре также проводятся художественные занятия, уроки танцев и художественные выставки.

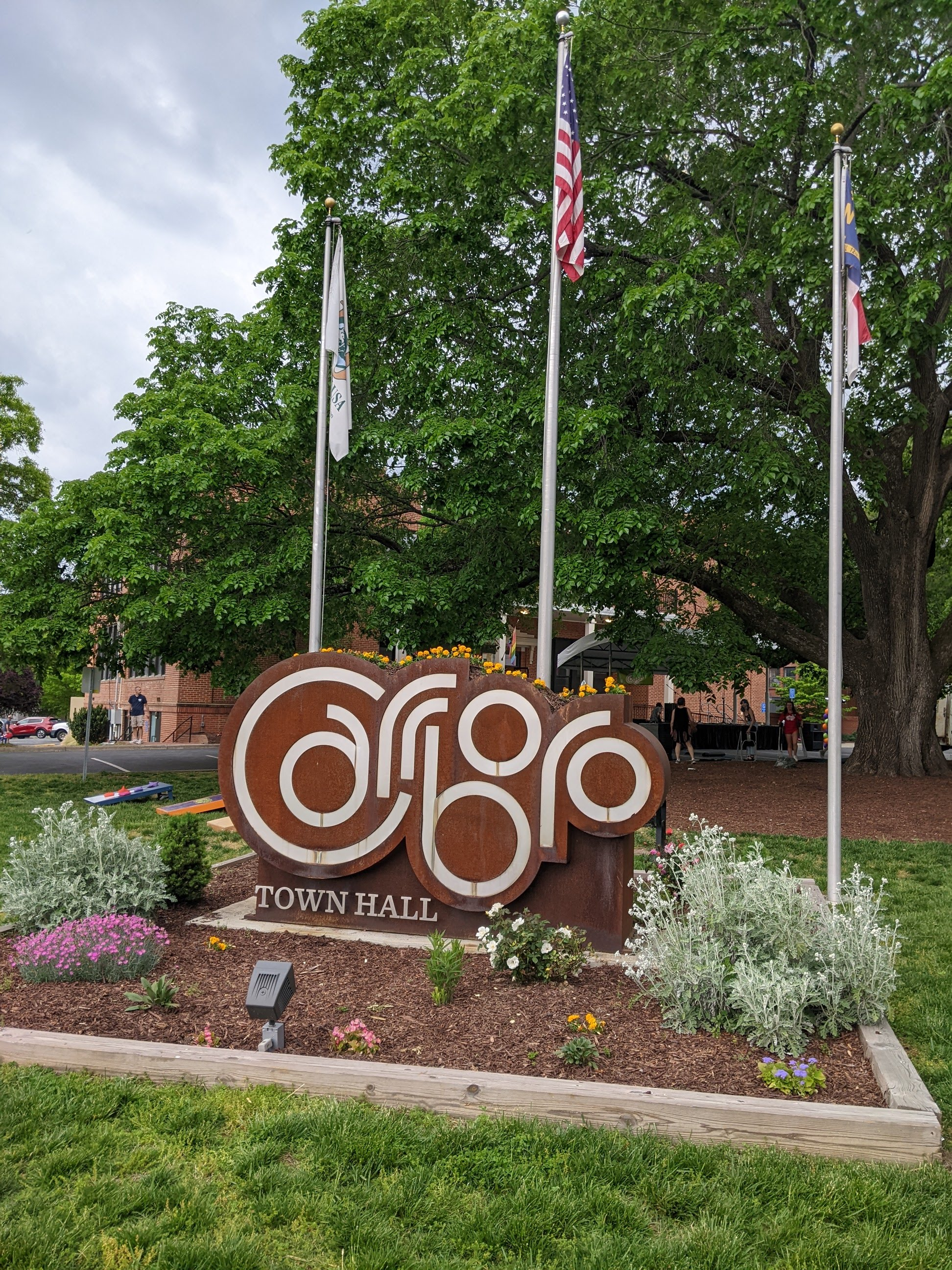
Вывеска ратуши Карборо, май 2022 года

Комедийный театр Dirty South Institute (DSI) на 84 места в Карборо, открытый в 2006 году, мог похвастаться местной труппой из более чем 50 исполнителей и национальной сетью комиков. На фоне скандала театр комедии DSI закрылся 28 августа 2017 года. Помещение вновь открылось несколько месяцев спустя как the PIT Chapel Hill, филиал Народного театра импровизации, основанного Али Резой Фаранакяном, бывшим автором программы «Saturday Night Live» и выпускником UNC.

### Ежегодные культурные мероприятия
Город известен музыкальным фестивалем Карборо, на котором более 150 исполнителей выступают в десятках мест в центре города. Музыкальный фестиваль берет свое начало в 1998 году, изначально он назывался Праздник музыки и проводился в день летнего солнцестояния. В 2002 году название мероприятия было изменено на Музыкальный фестиваль в Карборо и, чтобы увеличить посещаемость, перенесено на менее жаркую осень. В 2013 году фестиваль расширился до двух дней.
В Карборо также проводится ежегодный поэтический фестиваль в Вест-Энде, на который съезжается множество местных поэтов.
В ноябре в Карборо проходит ежегодный кинофестиваль, который был основан в 2006 году членами Комитета искусств Джеки Хелви и Ником Бири при поддержке Совета старейшин и Департамента рекреации и парков Карборо. Идея кинофестиваля в Карборо заключается в продвижении местных короткометражных фильмов продолжительностью не более двадцати минут. В 2013 году фестиваль расширился до двух дней, на него принимаются работы со всего штата Северная Каролина и за его пределами.
В Карборо также ежегодно проводится парад в честь Прайда, во время которого радужного козла провожают до городской площади, где проводится праздничная ярмарка, дрэг-шоу и другие мероприятия.

## Спорт
Карборо является родиной некоторых основоположников современного движения хупинга (англ. Hooping). В 2001 году Вивиан Спирал начала заниматься хупингом на лужайке Уивер-стрит Маркет во время еженедельных музыкальных мероприятий. Джулия Хартселл присоединилась к ней на музыкальный сезон 2002 года. Джонатан Бакстер, основатель the HoopPath, также живёт и преподает хуппинг в Карборо. Первое ежегодное мероприятие HoopPath Retreat состоялось в Карборо в 2007 году и до сих пор проводится там каждый год. Фестиваль Hoop Convergence, стартовавший в 2008 году, также ежегодно проводится в Карборо и окрестностях. Synergy FlowArts, производитель обручей и другого поточного реквизита, была основана в 2010 году.

## Парки и зоны отдыха
В Карборо насчитывается 11 парков.
- Общественный парк Генри Андерсона площадью 55 акров (220 000 м2) включает в себя несколько освещенных бейсбольных полей, баскетбольные площадки, теннисные корты, большую огороженную игровую зону для собак, пруд для рыбной ловли площадью 2,4 акра и другие места для отдыха.
- Урочище Адамс представляет собой городскую лесную зону площадью 27 акров (110 000 м2) недалеко от центра города, на которой проложено 1,25 мили (2,01 км) троп для пеших прогулок.
- Парк доктора Мартина Лютера Кинга-младшего (10,2 акра) был спланирован при участии общественности и открыт в январе 2020 года. Здесь есть многоцелевое поле, общественный сад, велосипедная помповая дорожка, игровое оборудование, амфитеатр, павильоны[37][38].

## Правительство
В Карборо действует форма правления, основанная на управлении Советом. Руководящий орган города, городской совет, состоит из мэра и шести членов совета. Мэр, который избирается каждые два года, председательствует на всех заседаниях городского совета и голосует по всем вопросам в той же степени, что и любой другой член совета. Члены совета избираются в шахматном порядке на четырёхлетний срок. Все городские выборы, которые проводятся в ноябре нечётных лет, являются всеобщими и беспартийными и определяются простым большинством голосов. Управление городскими операциями осуществляет городской управляющий, который назначается городским советом.
Карборо находится в 4-м округе Конгресса Северной Каролины и представлен депутатом Дэвидом Прайсом.

## Образование
Городские школы Чапел-Хилл-Карборо обеспечивают государственное начальное и среднее образование для более чем 11 000 учащихся в Карборо, Чапел-Хилл и их окрестностях. Государственные школы Чапел-Хилл-Карборо неизменно занимают первое место в Северной Каролине по количеству выпускников, результатам тестов и проценту выпускников, поступающих в колледж.

## СМИ
Карборо, наряду с Чапел-Хилл, обслуживается радиостанцией WCHL (англ. WCHL) (1360 AM, 97,9 FM). Оба сообщества также обслуживаются The Chapel Hill News, дочерней компанией Raleigh News & Observer (англ. The News & Observer), и студенческой газетой Университета Северной Каролины, The Daily Tar Heel.
В июне 2004 года WCOM (англ. WCOM-LP) начал вещание на частоте 103,5 FM в Карборо. WCOM — это маломощная FM-радиостанция (LPFM), полностью управляемая добровольцами и транслирующая музыку местного производства и программы по общественным вопросам.
Carrboro Citizen (англ. Carrboro Citizen) была местной общественной газетой, базирующейся в Карборо. «Citizen», выпускавшийся с марта 2007 года, выходил еженедельно (по четвергам) и бесплатно распространялся по всему городу и окрестностям. В 2012 году владельцы Citizen' искали нового владельца для газеты, но покупатель найден не был. 290-й и последний выпуск журнала был опубликован 4 октября 2012 года.

## Прозвище
Прозвище Карборо — «Париж Пьемонта» происходит от сардонического комментария Джона Мартина, репортера еженедельника «Чапел Хилл». В 1970 году Найл Фрэнк, ныне музыкант, но тогда аспирант по политологии в соседнем Университете Северной Каролины, организовал альтернативный «Невидимый университет» и объявил о планах короновать себя в качестве «короля» учебного заведения в Карборо. Мартин прокомментировал: «Теперь я вижу это — Париж Пьемонта».

## Города-побратимы
У Карборо есть четыре города-побратима:
- Селайя, Гуанахуато (Мексика)
- Гуанахуато (Мексика)
- Саратов (Россия)